# アレクサンドリア自爆テロ
アレクサンドリア自爆テロは、2011年1月1日にエジプトのアレクサンドリアで行われた自爆テロである。コプトキリスト教徒がターゲットにされ、32人が死亡し 、97人が負傷した。

## 事件発生まで
テロが起きる数時間前、イスラム原理主義者たちがアレクサンドリアのAl Kayed Gohar Mosqueの前で、イラクのアルカーイダがコプト正教会とシェヌーダ3世に脅威を与えると主張しながらデモを行っていた。テロの一時間前、教会にいたエジプトの治安部隊は撤退し、教会には4人の警官と一人の巡査がいただけだった。現地時刻で午前0時20分、アレクサンドリア郊外のSidi Bishr にある聖マルコならびに聖ペテロ教会の前で爆薬が爆発した。当初は自動車爆弾の爆発だと報じられたが、エジプト内務省は、国営放送を通じてこのテロが自爆テロであることを報じた。目撃者によると、緑色のシュコダ車が教会の前に止まり、2人の男が出てきて、うち一人が携帯電話で少し話してからその場を去り、その直後に爆発したという。車には「残りの者がくる( "the rest is coming")」と書かれたバンパーステッカーが貼られていた。また、最初に犠牲になったのは、教会の向かいでクルアーンの書籍を売っていたイスラム教徒のセールスマンだったという証言も寄せられた。
爆発当時、新年を迎えるための礼拝のため、教会には約1000人のコプト教徒がいた。爆発により人体が四散し、車や窓が破壊された 。この時点で21人のコプト正教会の信者が亡くなり、約97人（大半はキリスト教徒）が負傷した。その場にいた人々は教会の中に運ばれるまで、新聞紙にくるまれていた 。病院搬送後に2人のコプト教徒が亡くなり、死者は32人に増えた。いずれもコプト正教会の信者だった。
科学検証の結果、爆発物は手製で釘やボールベアリングが詰め込まれていたことが判明し、内務省は、これらの金属の細片が榴散弾の役割を果たしたとする声明を発表した。そして、このテロの裏には外国勢力がいることが懸念されるということを明らかにした。